# Émile Friant
Émile Friant (n. 16 aprilie 1863, Dieuze⁠(d), Lorraine⁠(d), Franța – d. 9 iunie 1932, Paris, Île-de-France, Franța)  a fost un artist francez.
Friant s-a născut în comuna Dieuze⁠(d). Mai târziu, va fi nevoit să fugă la Nancy din cauza invaziei soldaților Regatului Prusiei. A expus picturi pe tot parcursul vieții la Salonul de la Paris⁠(d).
Friant a creat lucrări în cărbune, ulei și alte medii. De asemenea, a folosit fotografii pentru a pregăti picturile finite.

## Tinerețe
Friant s-a născut în comuna Dieuze⁠(d) în 1863. Tatăl său era lăcătuș, iar mama croitoreasă. Soția unui chimist, doamna Parisot o angaja pe soția tatălui lui Émile Friant pentru a crea haine personalizate. Soții Parisot s-au interesat de timpuriu despre tânărul Friant și l-au tratat maternal, deoarece nu aveau copii proprii.
În 1870, odată cu înfrângerea celui de-al Doilea Imperiu Francez, ca parte a războiului franco-prusac care se desfășura la acea vreme, a avut loc anexarea Alsaciei, iar Dieuze nu mai s-a mai aflat sub controlul statului francez. Foarte tulburat de acest lucru, domnul Parisot intenționa să părăsească comuna pentru Nancy, dar a murit cu puțin timp înainte de a avea ocazia. În 1871, doamna Parisot a fugit cu Friant la Nancy; familia sa biologică avea să-i urmeze mai târziu.

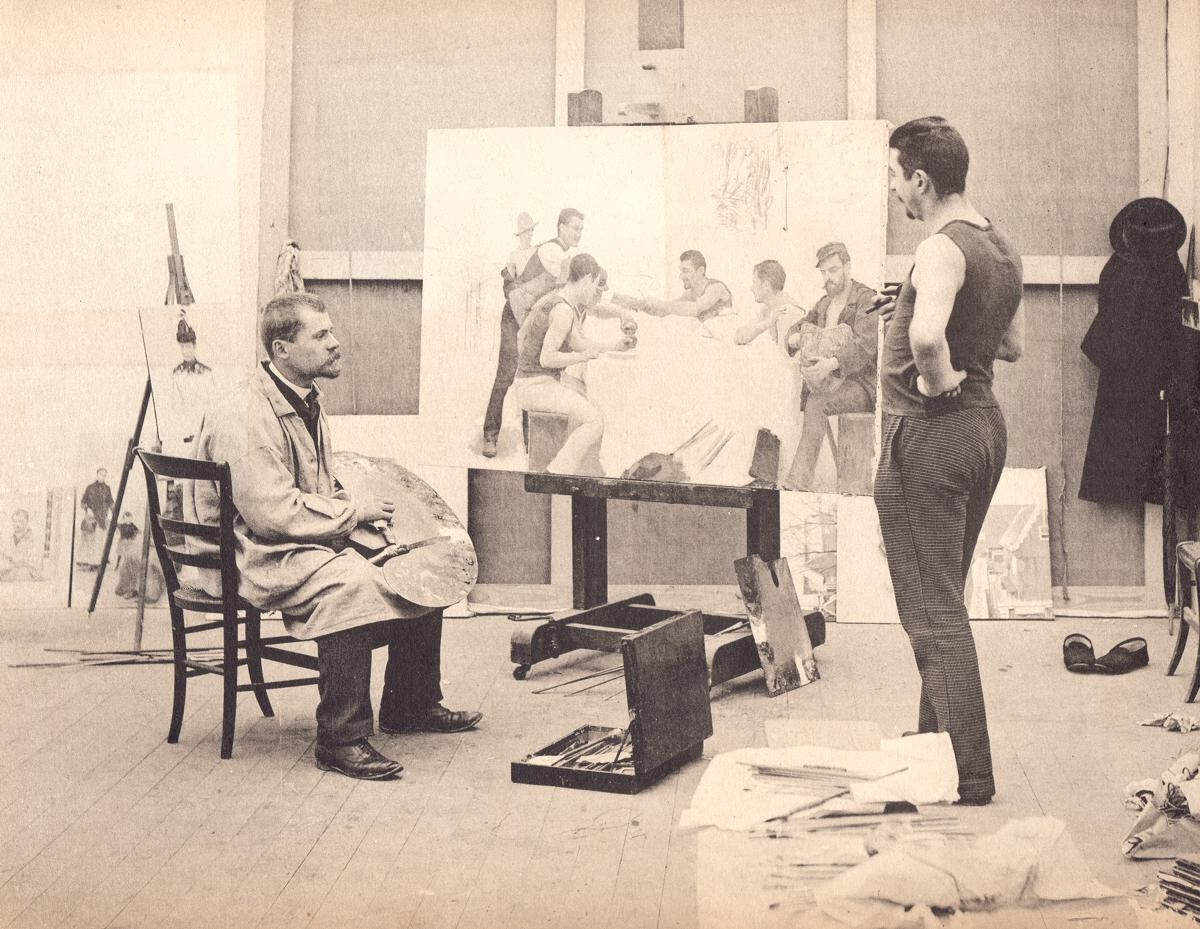
Atelierul lui Emile Friant, în jurul anului 1887

Friant a fost trimisă la liceu să învețe latină, deoarece doamna Parisot intenționa ca el să calce pe urmele soțului ei și să devină chimist. Între timp, prietenii tatălui său biologic i-au sugerat să-l trimită la o școală municipală de artă, datorită îndemânării sale cu pensula. Din cauza performanței sale slabe la liceu, Friant a cerut permisiunea de a pleca și de a se concentra asupra artei. Tatăl său a fost de acord, iar tânărul Friant a fost plasat sub îndrumarea unui tutore particular care îi aranja activitatea academică, astfel încât să rămână timp pentru pictură. Sub îndrumarea lui Louis-Théodore Devilly, director al unei școli din Nancy și un susținător al realismului, Friant a învățat arta naturilor statice și a peisajelor.
Friant a pictat La Petite Barque la vârsta de 15 ani. Pictura a fost expusă la Nancy și a devenit rapid centrul intrigii publice. Consiliul municipal i-a acordat permisiunea de a călători la Paris un an mai târziu. Acolo a studiat cu Alexandre Cabanel, care l-a îndrumat în crearea de schițe în ulei ale unor opere istorice. Friant, dezamăgit de stilul academic al metodei atelierului, s-a întors la Nancy unde a lucrat cu pictorul Aimé Morot.

## Salonul

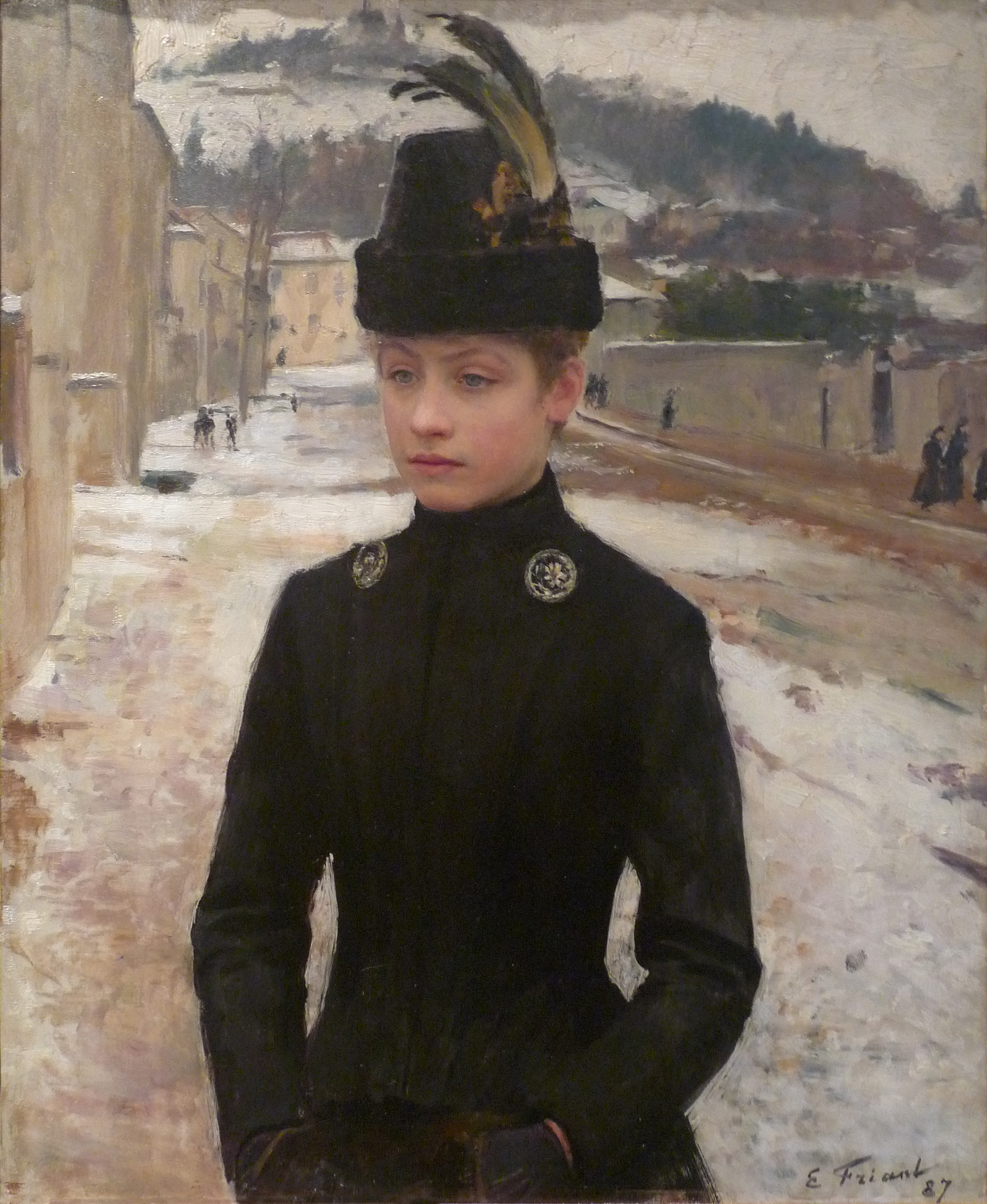
Doamnă din Nancy în peisaj de zăpadă, 1887. Muzeul de arte frumoase, Nancy

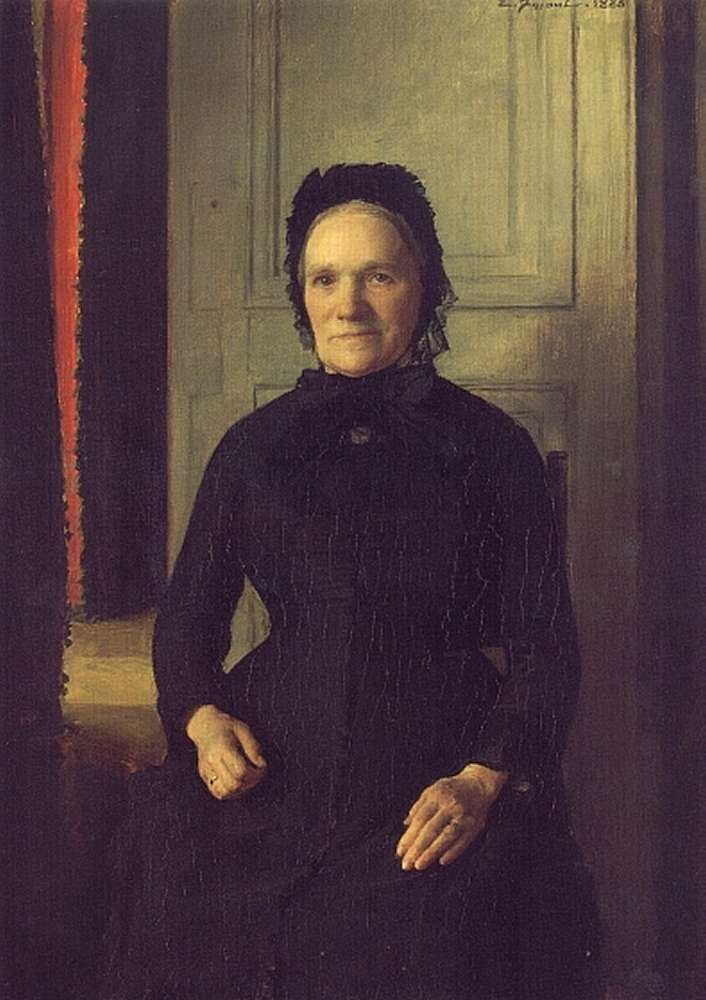
Madame Coquelin, mama

În 1882, Aimé Morot⁠(d) l-a încurajat să prezinte două dintre lucrările sale la Salon⁠(d): Fiul risipitor și Interior de atelier, pentru care a primit o mențiune de onoare. În anul următor, Friant s-a prezentat din nou la Salon și a ocupat locul al doilea la concursul Prix de Rome. În 1884 a primit o medalie de clasa a treia la Salon cu pictura sa Un coin d'atelier, iar în 1885 o medalie de clasa a doua. Avea să lege o prietenie de durată cu actorii Ernest⁠(d) și Benoit Coquelin⁠(d). Cu bursa de călătorie primită de la Salonul din 1886, Friant a călătorit și a studiat în Țările de Jos. Portretul său al mamei soților Coquelin reflectă influența acelei călătorii. În 1889 și-a expus tabloul din 1888 La Toussaint la Salon, pentru care a primit un premiu întâi. Acest tablou înfățișează o imagine patriotică revanșardă a unui grup de oameni care vizitează un cimitir în care au fost îngropate victimele franceze ale războiului franco-prusac. A primit o medalie de aur pentru aceeași pictură la Expoziția Universală din 1889, precum și Legiunea de Onoare. Pictura a fost achiziționată de stat și adăugată la colecția  Muzeului Luxemburg și este acum expusă permanent în Musée des beaux-arts Arhivat în 25 mai 2022, la Wayback Machine. din Nancy. A primit o a doua medalie de aur din partea juriului la Expoziția Universală din 1900, unde a expus cinci tablouri, printre care La Discussion politique, Jours heureux și La Douleur.

## Viața de mai târziu

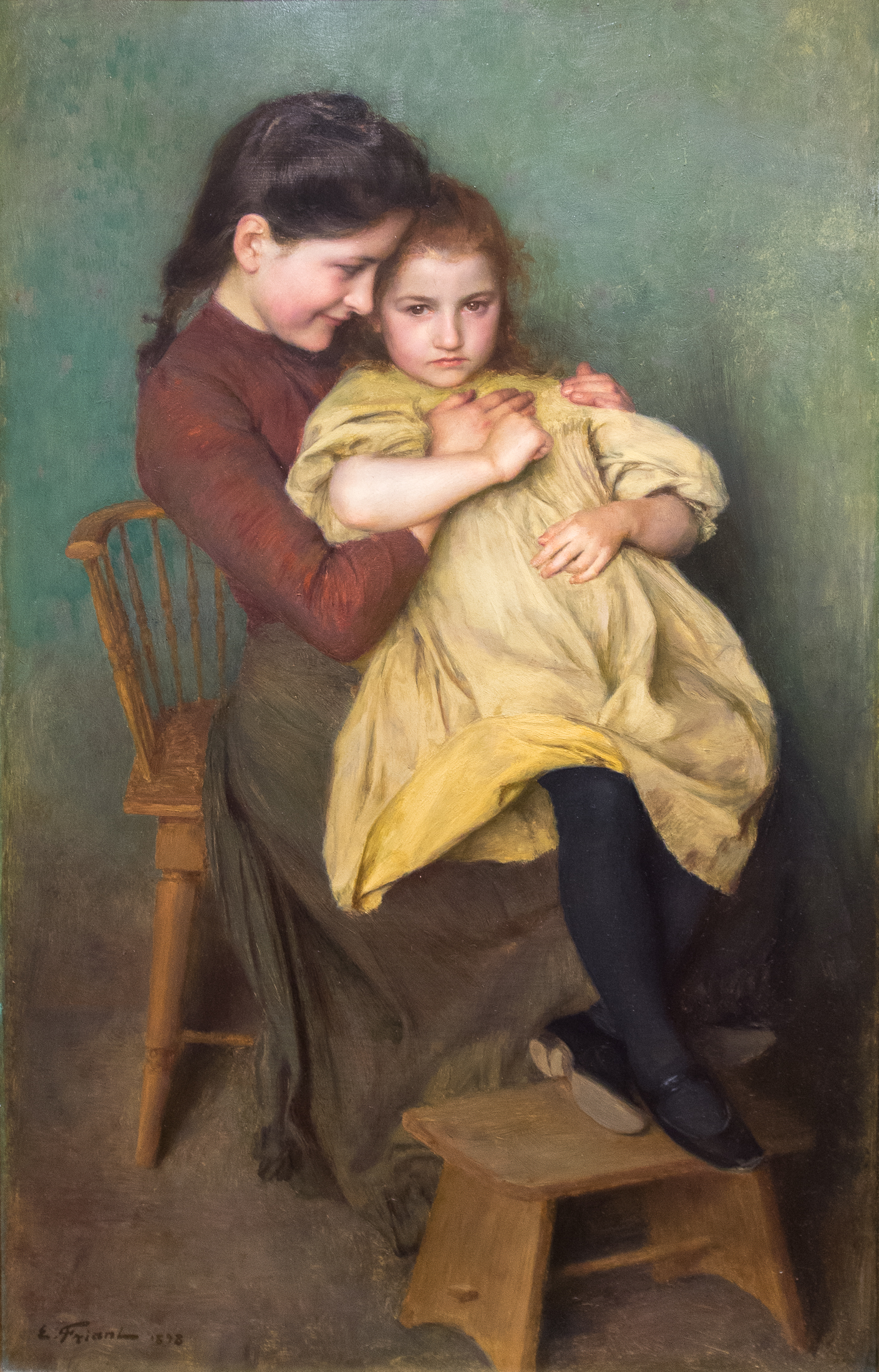
Chagrin d'Enfant, 1898, Frick Art & Historical Center

Friant a fost numit profesor de pictură în 1923 la École des Beaux-Arts din Paris, Franța, a fost promovat la funcția de comandant în Legiunea de Onoare și a devenit membru al Institut de France. În 1930, criticul de artă Arsène Alexandre a publicat o recenzie cuprinzătoare a artei lui Friant. În 1932, Friant a murit la Paris.

## Picturi
- Le travail du lundi, 1884. Ulei pe panou de lemn. Muzeul de arte frumoase din Nancy, Franța.
- Autoportret, 1885. Ulei pe panou. Muzeul de arte frumoase din Nancy, Franța.
- Jeune Nancéienne dans une paysage de neige (Tânără din Nancy în peisaj de zăpadă), 1887. Ulei pe pânză, 46 x 37 cm. Muzeul de arte frumoase din Nancy, Franța.
- Les Canotiers de la Meurthe (Petrecerea cu barca Meurthe), 1887. Musée de l'École de Nancy, Franța.
- La Toussaint ( Ziua Tuturor Sfinților ), 1888. Ulei pe pânză, 254 x 334 cm. Muzeul de arte frumoase din Nancy, Franța.
- La discussion politique (discuție politică), 1889. Ulei pe panza.
- La Lutte (Lupta), 1889. Ulei pe panza. Muzeul Fabre, Franța.
- The Frugal Repast, 1894.
- Par lui-même (autoportret). 1895. Ulei pe panou de lemn. Muzeul de arte frumoase din Nancy, Franța.
- La douleur (Mâhnirea), 1898. Ulei pe panza. Muzeul de arte frumoase din Nancy, Franța.
- Femme avec un lion (Doamnă cu leu).
- Portretul lui M. Émile Hinzelin, 1908. Musée d'art moderne et contemporain, Strasbourg, Franța.
- L'echo de la Forêt, Petit Palais, Paris, Franța. Expus la Salon de la Société nationale des Beaux-Arts, 1911.
- Guillaume Dubufe (1835-1909) à son chevalet, fără dată. Muzeul d'Orsay, Paris, Franța.
- L'oiseau blessé, dată necunoscută. Expus la Salon de Paris.
- Les Amoureux, Nancy, Muzeul de Arte Frumoase
- Marie Marvingt și ambulanța aeriană propusă de ea, 1914. Desen pe hârtie.
- Portretul lui Jean Scherbeck, 1929. Desen pe hârtie.